# Toma Tomić
Toma Tomić je bio nogometaš "Splita" iz njegove "zlatne" generacije s početka 30-ih godina 20. stoljeća. 